# بویستفورت (واشینگتن)
بویستفورت (به انگلیسی: Boistfort) یک منطقهٔ مسکونی در ایالات متحده آمریکا است که در شهرستان لوئیس، واشینگتن واقع شده‌است. بویستفورت ۸۶٫۸۷ متر بالاتر از سطح دریا واقع شده‌است.